# Questo e quello
Pour plus de détails, voir Fiche technique et Distribution.
Questo e quello est un film italien réalisé par Sergio Corbucci, sorti en 1983.

## Fiche technique
- Titre : Questo e quello
- Réalisation : Sergio Corbucci
- Scénario : Nino Manfredi, Bernardino Zapponi et Renato Pozzetto
- Photographie : Alessandro D'Eva
- Musique : La Bionda
- Montage : Amedeo Salfa
- Production : Achille Manzotti
- Pays d'origine :  Italie
- Genre : comédie
- Date de sortie : 1983

## Distribution
- Nino Manfredi : Doctor
- Renato Pozzetto : Giulio
- Janet Ågren : Lucilla
- Désirée Nosbusch : Daniela
- Sylva Koscina : Dora